# Heinrich Kreipe

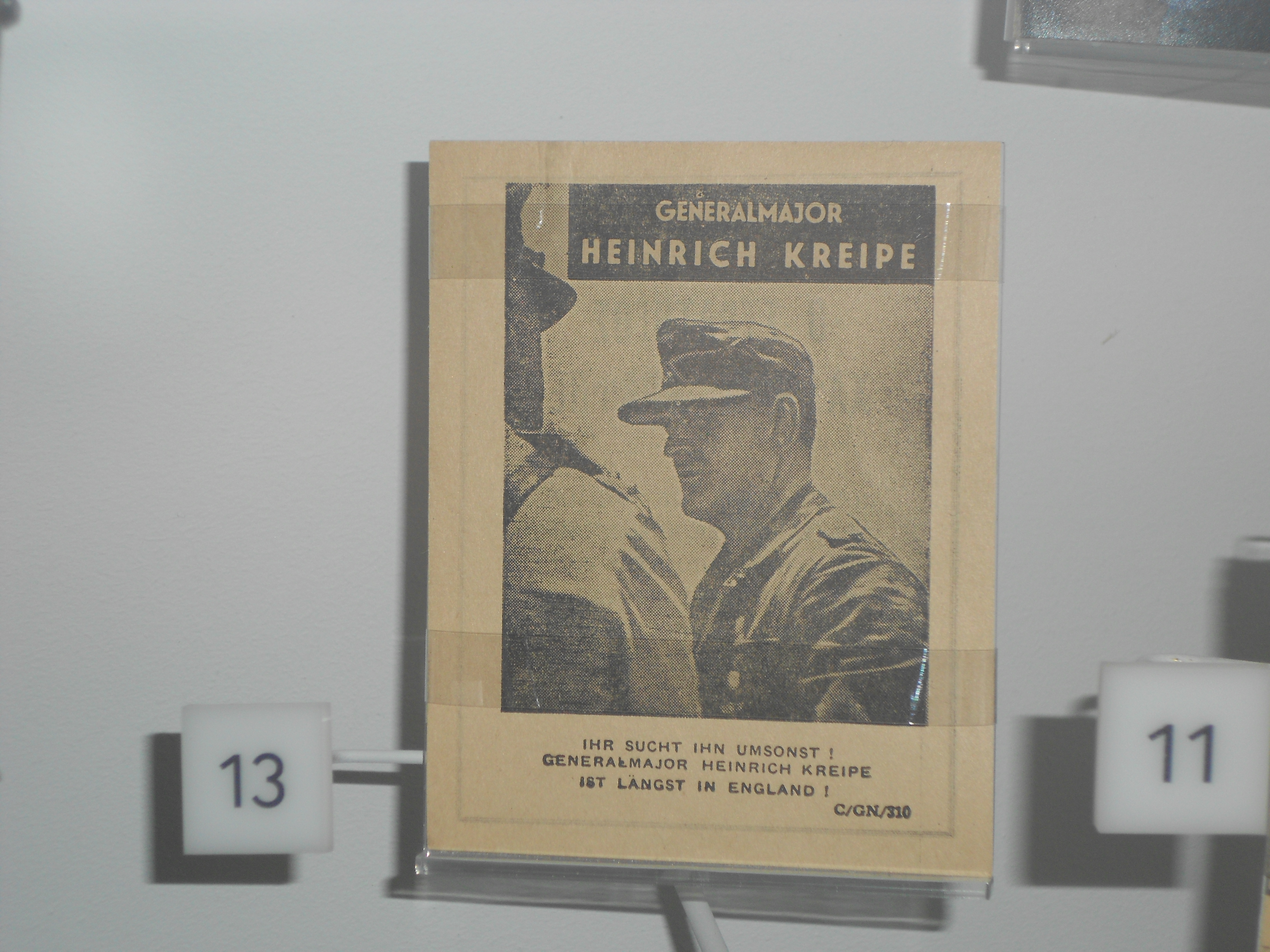
Britisches Propagandablatt, das nach der Entführung von Generalmajor Heinrich Kreipe auf Kreta abgeworfen wurde, IWM.

Karl Heinrich Georg Ferdinand Kreipe (* 5. Juni 1895 in Niederspier; † 14. Juni 1976 in Northeim oder Hannover) war ein deutscher Generalmajor der Wehrmacht im Zweiten Weltkrieg.

## Leben
Kreipe wuchs als 13. von 15 Kindern des evangelischen Pastors Friedrich Kreipe und seiner Ehefrau Maria, geborene Pfannschmidt auf. Er besuchte das Gymnasium in Sondershausen und trat wenige Tage nach Ausbruch des Ersten Weltkriegs am 11. August 1914 in das Heer ein. Im Verlauf des Krieges wurde er unter anderem bei Verdun eingesetzt. Er diente zuletzt als Leutnant im Reserve-Infanterie-Regiment Nr. 237 und erhielt neben beiden Klassen des Eisernen Kreuzes das Ehrenkreuz von Schwarzburg III. Klasse mit Schwertern sowie das Verwundetenabzeichen in Schwarz. In der Weimarer Republik blieb er als Offizier in verschiedenen Truppenverwendungen bei der Infanterie, unter anderem als Lehrer an der Kriegsschule Hannover. Am 1. Oktober 1938 wurde er zum Oberstleutnant befördert und ab dem 26. August 1939 war Kreipe Kommandeur des Infanterie-Regiments 209.
Im Zweiten Weltkrieg war Kreipe an der Belagerung von Leningrad beteiligt. Er wurde am 1. Oktober 1941 zum Oberst befördert und am 13. Oktober 1941 mit dem Ritterkreuz des Eisernen Kreuzes ausgezeichnet. Vom 10. Juni bis zum 24. Oktober 1943 kommandierte er die 79. Infanterie-Division an der Ostfront. Am 1. September 1943 wurde er zum Generalmajor ernannt. Am 15. Februar 1944 wurde er Kommandeur der 22. Infanterie-Division auf Kreta (Griechenland).

### Entführung

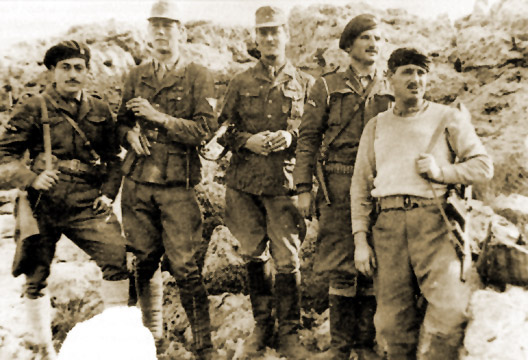
Entführungskommando des britischen SOE, 1944

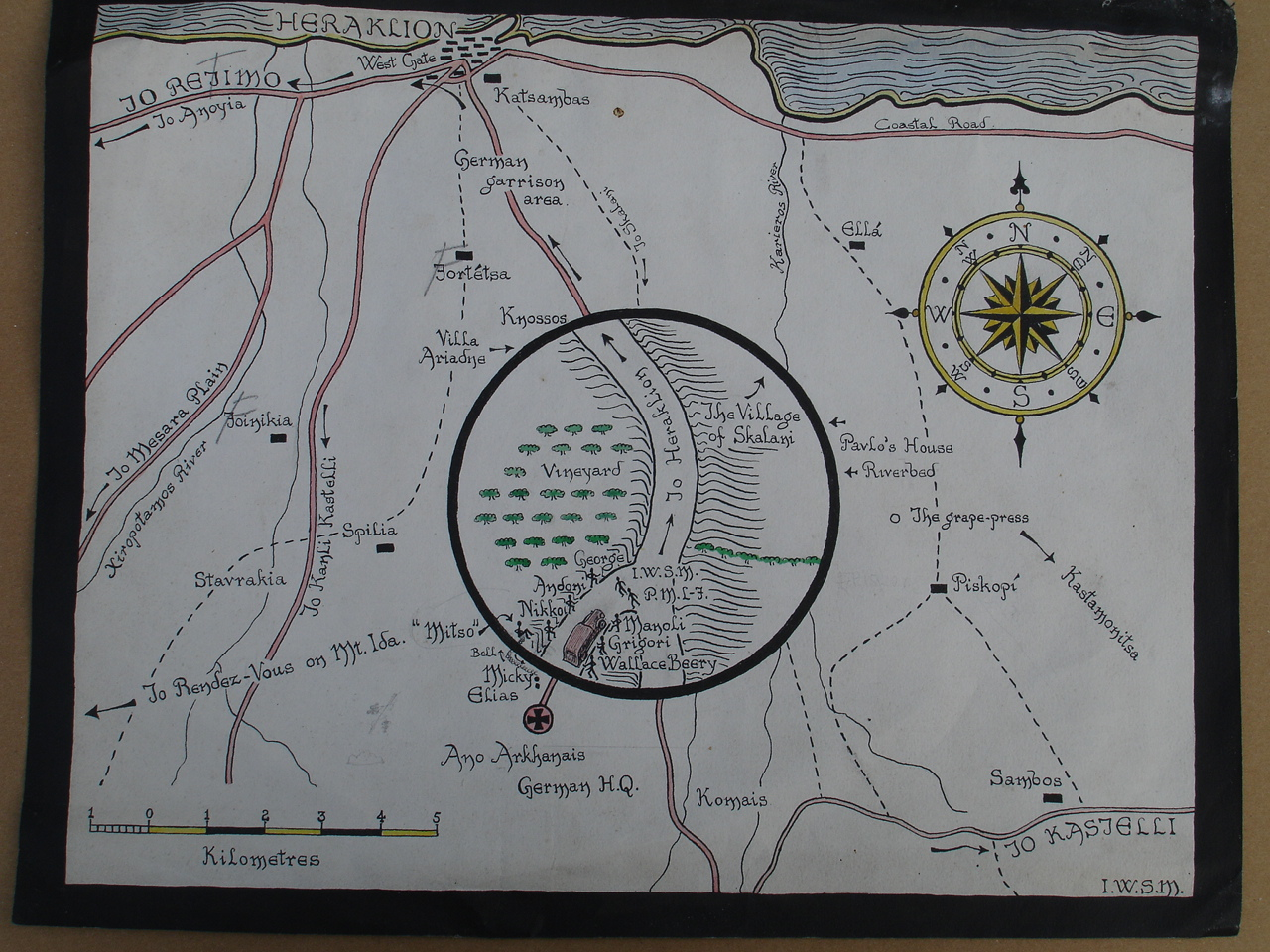
Entführungsplan

Am Abend des 26. April 1944 wurde er in einer spektakulären Aktion von Patrick Leigh Fermor und W. Stanley Moss im Auftrag der britischen Special Operations Executive (SOE) und kretischen Andarten bei Archanes entführt. Über Kairo und London wurde er zunächst ins Gefangenenlager Trent Park in England gebracht, wo er sich vom 25. Mai bis zum 23. August aufhielt. Dann wurde er nach Kanada verbracht und im Oktober 1947 aus der Kriegsgefangenschaft nach Deutschland entlassen. Die Entführung Kreipes sollte das Durchhaltevermögen und die Kampfmoral der Kreter stärken, diejenige der Wehrmacht schwächen und das Prestige der Alliierten erhöhen sowie die Vorbereitung einer alliierten amphibischen Landung in Griechenland vortäuschen, statt der im Juni 1944 stattfindenden Landung Operation Overlord in der Normandie in Frankreich.
Am Tag der Entführung verließ Kreipe nach Einbruch der Dunkelheit sein Dienstquartier in Ano Archanes, um zu seiner Wohnung in Knossos zu gelangen („Villa Ariadne“, auch als Evans-Villa bekannt). An der Auffahrt von Archanes auf die Straße Richtung Knossos und Iraklio wurde er an einem – vermeintlich deutschen – Kontrollpunkt gestoppt und samt seinem Fahrer schnell überwältigt. Der Fahrer, ein 30-jähriger Unteroffizier aus Bremen, wurde von Kreipe getrennt und von den Entführern getötet, als diese fürchteten, er könne anrückende deutsche Soldaten auf sich aufmerksam machen.
Kreipe wurde von seinen Entführern mit seinem Dienstwagen über Iraklio in die Nähe von Anogia, von dort zu Fuß und streckenweise mit Maultier über das Ida-Gebirge in den Süden der Insel verbracht. Sie passierten mit dem Auto dutzende Kontrollposten, wurden aber an keinem auch nur angehalten, da das Fahrzeug die Flagge des Generals führte. Später ging es zu Fuß in die Berge. Da der etwas füllige General hier zunehmend abbaute, wurde er mit einem Maultier transportiert. Von Kreta wurden die Entführer und Kreipe bei Rodakino von einem britischen Motorboot abgeholt. Der Marsch durch Kreta dauerte bis zum 15. Mai, technische Probleme beim Funkkontakt mit Kairo und Suchaktionen der deutschen Besatzungstruppen zwangen zu ungewollten Umwegen und Pausen.
Um die kretische Zivilbevölkerung vor Vergeltungsmaßnahmen zu schützen, sollte die Wehrmacht getäuscht werden und glauben, dass ausschließlich britische und reguläre griechische Soldaten an der Entführung beteiligt waren. Es wurden britische Zigaretten und auch ein britisches Buch am Fahrzeug platziert. Diese Maßnahmen hatten jedoch keinen Erfolg, da die benutzten Wege und Verstecke ohne die Kreter nicht hätten benutzt werden können.
Infolgedessen wurden mehrere Dörfer, darunter Anogia, von den deutschen Besatzern in „Sühnemaßnahmen“ geplündert und zerstört und zahlreiche Einwohner ermordet. Hans Prescher nennt sechs Dörfer mit 176 Ermordeten.
Ursprünglich sollte General Friedrich-Wilhelm Müller (Kreipes Vorgänger als Kommandeur der 22. Infanterie-Division auf Kreta) entführt werden, denn er war für mehrere Kriegsverbrechen der Wehrmacht gegen die Zivilbevölkerung auf Kreta (unter anderem Zerstörung mehrerer Dörfer bei Viannos) verantwortlich. Überraschend war er allerdings abberufen und durch Kreipe ersetzt worden.

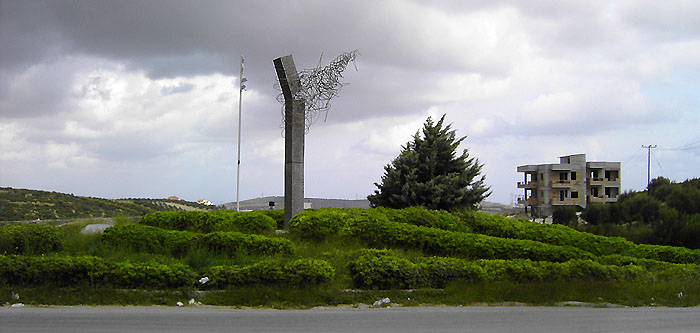
Straße bei Archanes, an der Kreipe entführt wurde. Das Denkmal von Tsombanakis symbolisiert die gebrochene Macht der Achsenmächte

Nach Kreipes Entführung wurde Müller wieder nach Kreta zurückbeordert und zum Kommandanten der „Festung Kreta“ ernannt. Kommandeur der 22. Infanterie-Division wurde Generalleutnant Helmut Friebe. Müller setzte sein brutales Vorgehen fort und wurde wie Bruno Bräuer wegen seiner Kriegsverbrechen 1947 in Chaidari bei Athen hingerichtet.

### Nachkriegszeit
Nach der Freilassung aus der Kriegsgefangenschaft kehrte Kreipe nach Deutschland zurück. Er lebte bis zu seinem Tod mit seiner Frau Ilse, geb. Behrens, zurückgezogen in Hannover. In Hannover-Ricklingen liegt er begraben.
Kreipe äußerte sich öffentlich nicht zu den Ereignissen auf Kreta. Allerdings traf er sich im Mai 1972 in Athen für eine Fernsehsendung mit seinen früheren Entführern.
Am Ort der Entführung bei Kato Archanes steht heute ein Denkmal des kretischen Künstlers Manolis Tsombanakis. Jedes Jahr am 20. Mai werden dort Kränze niedergelegt für die von den Deutschen „zur Strafe für die Hilfe bei Kreipes Entführung“ ermordeten Kreter.

## Bewertung durch Vorgesetzte und Briten
Vorgesetzte beurteilten Kreipe als starke, energische Persönlichkeit von festem Charakter. Die Haltung Kreipes zum Nationalsozialismus findet, anders als bei anderen Soldaten, in seinen Beurteilungen keine Erwähnung. Mitarbeiter des Geheimdienstes CSDIC in Trent Park hielten Kreipe für einen unwichtigen und einfallslosen Gegner des NS-Regimes mit schwachem Charakter.

## Sonstiges
Der Schriftsteller Klaus Modick erzählte die Entführung im 9. Kapitel seines 2005 erschienenen Romans Der kretische Gast nach.